# Кристальдо, Франко
Фра́нко Себастья́н Криста́льдо (исп. Franco Sebastián Cristaldo; родился 15 августа 1996 года, Морон, Аргентина) — аргентинский футболист, вингер клуба «Гремио».

## Клубная карьера
Кристальдо — воспитанник клуба «Бока Хуниорс». 17 ноября 2014 года в матче против «Арсенала» из Саранди он дебютировал в аргентинской Примере. 29 марта 2015 года в поединке против «Эстудиантеса» Франко забил свой первый гол за «Бока Хуниорс». В том же сезоне он стал чемпионом страны и завоевал Кубок Аргентины. В начале 2016 года для получения игровой практики Кристальдо на правах аренды перешёл в испанский «Эльче», выступающий в Сегунде. 16 апреля в матче против «Луго» он забил свой первый гол за новую команду.

## Достижения
Командные
 «Бока Хуниорс»
- Чемпионат Аргентины по футболу — 2015
- Обладатель Кубка Аргентины — 2014/2015